# Schwingen

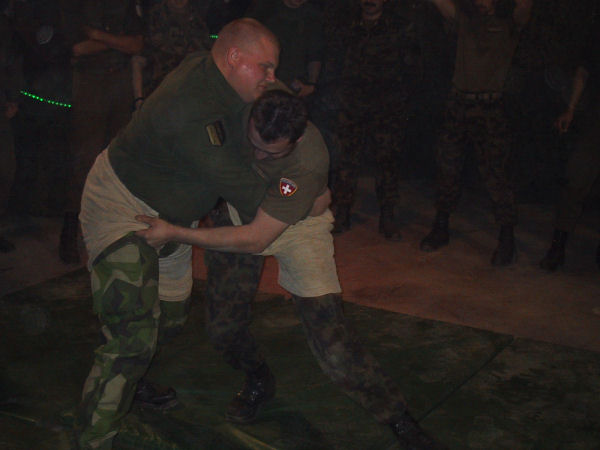
En schwingen-kamp mellan en svensk och en schweizisk soldat i Kosovo 2002

Schwingen är en typ av brottning där deltagarna klär sig i kortbyxor av linnetyg utanpå sina vanliga kläder, och sedan försöker kasta omkull varandra genom att koppla grepp i dem. Sporten utövas huvudsakligen i Schweiz.